# سيسيليا ر. أراغون
سيسيليا ر. أراغون (بالإنجليزية: Cecilia R. Aragon)‏ هي عَالِمَة حاسوب وطيارة أمريكية، ولدت في عقد 1960.